# Det Udenrigspolitiske Selskab
Det Udenrigspolitiske Selskab (DUS) er en privat, almennyttig forening, som har til formål at fremme kendskabet til og højne interessen for udenrigspolitiske spørgsmål i Danmark. Selskabets protektor er Hans Kongelige Højhed Kronprins Frederik. Formand for bestyrelsen er Ulrik Federspiel, og selskabets direktør er Charlotte Flindt Pedersen.
DUS er uafhængigt af såvel det offentlige og de politiske partier som erhvervs- og organisationsinteresser. Det tager ikke stilling til politiske spørgsmål, men fungerer udelukkende som formidler af information, debat, kontakter og netværk.
Det Udenrigspolitiske Selskab har omkring 1000 personlige medlemmer og cirka 200 medlemmer, der er tilknyttet gennem institutioner, virksomheder eller organisationer. Selskabet har også omkring 350 medlemmer i ungdomsafdelingen, DUS-U35.

## Historien bag Selskabet
Manden bag DUS var modstandsmanden Ole Lippmann, som fik idéen i London i 1944. Efter hans opfattelse var udenrigspolitik en alt for vigtig sag at overlade til politikere og embedsmænd alene. Han mente, at befolkningen burde deltage i debatten om internationale forhold, men det skulle ske på et oplyst og kvalificeret grundlag.
DUS blev stiftet den 31. oktober 1946 i København. Blandt stifterne var fremtrædende modstandsfolk som Ole Lippmann, Svend Truelsen, Erik Husfeldt og Ebbe Munck. Politikerne var repræsenteret af bl.a. venstremændene Per Federspiel og Thorkil Kristensen, den konservative Ole Bjørn Kraft samt kommunisterne Ib Nørlund og Peter P. Rohde. Fra universitetsverdenen kom bl.a. professorerne Alf Ross og Hartvig Frisch.

## Aktiviteter
Selskabets vigtigste aktiviteter er at arrangere seminarer, konferencer og studierejser, samt udgive publikationer og lave tv-udsendelser.
DUS har gennem mere end 70 år haft en række prominente talere, herunder George Bush Senior, Martti Ahtisaari, Lech Wałęsa, Dalai Lama, Kofi Annan, Carl Bildt, Marine le Pen og Navy Pillay.
Ud over at arrangere møder om udenrigspolitik udgiver DUS tidsskriftet "Udenrigs" og de tema- eller landespecifikke ”Udenrigspolitiske Skrifter”.  ”Udenrigs” er det eneste tidsskrift i Danmark som udelukkende beskæftiger sig med udenrigspolitik i Danmark. Frem til 2020 udgav DUS også de nu hedengangne landebeskrivelser Lande i lommeformat.
Det Udenrigspolitiske Selskab og tv-kanalen dk4 har haft flere samarbejder om tv-produktionerne I udenrigspolitisk selskab og senest Uffe og Mogens om verden med de tidligere udenrigsministre Uffe Ellemann-Jensen og Mogens Lykketoft.
Siden 1989 har DUS også arrangeret to årlige studierejser til aktuelle lande eller regioner. Bl.a. i 2016 besøgte DUS den Arktiske region, FN's menneskerettighedsråd i Geneve og Cuba.